# Estación Chumbicha
Chumbicha es una estación de ferrocarril ubicada en la ciudad homónima en el Departamento Capayán, en la provincia de Catamarca, en Argentina.

## Servicios
No presta servicios de pasajeros ni de cargas. Sus vías corresponden al Ramal A del Ferrocarril General Belgrano. Desde aquí se abría el Ramal CC10 a Recreo.